# Jane Fraser
Jane Fraser (St. Andrews, 13 de julho de 1967) é uma empresária britânico-estadunidense. Ela é a atual diretora executiva do Citigroup, cargo que ocupa desde março de 2021, fazendo dela a primeira mulher a chefiar um grande banco dos Estados Unidos.

## Carreira
Jane Fraser nasceu em 1967 em St. Andrews, Escócia. Estudou no Girton College em Cambridge de 1985 a 1988 e na Harvard Business School em 1992. Ela foi sócia da McKinsey & Company por 10 anos antes de ingressar no Citigroup em 2004. Em 2019, foi nomeada presidente da empresa e CEO do Consumer Banking. Em setembro 2020, o Citigroup anunciou que ela substituiria Michael Corbat como CEO de toda a empresa em fevereiro de 2021, tornando-se a primeira mulher a chefiar um grande banco de Wall Street. 
Fraser apareceu na lista das "51 mulheres mais poderosas do mundo dos negócios" da revista Fortune em 2014 e 2015.

## Vida pessoal
Fraser é casada desde 1996 com Alberto Piedra, e mãe de dois filhos.